# مهرطق (فلم)
مهرطق (بالإنجليزية: Heretic) هو فيلم رعب نفسي أمريكي صدر عام 2024. من تأليف وإخراج سكوت بيك وبريان وودز. بطولة سوفي ثاتشر وكلوي إيست في دور اثنين من المبشرين المورمون الذين يحاولان تحويل رجل منعزل (هيو غرانت) لكنهما يدركان أنه أكثر خطورة مما يبدو.
عُرض الفيلم لأول مرة في مهرجان تورونتو السينمائي الدولي في 8 سبتمبر 2024، وتم إصداره في الولايات المتحدة بواسطة إيه 24 في 8 نوفمبر.

## الممثلون
- هيو غرانت بدور: السيد ريد.[4]
- سوفي ثاتشر بدور: الأخت بارنز.[4]
- كلوي إيست بدور: الأخت باكستون.[4]
- توفر غريس بدور: الشيخ كينيدي.[5]
- إيل يونغ بدور: النبي.[6]

## الإنتاج
في يونيو 2023، أُفيد أن سكوت بيك وبريان وودز كتبا الفيلم وأخرجاه لصالح A24. واختير هيو غرانت وكلوي إيست لأداء الأدوار الرئيسية، وانضمت صوفي ثاتشر لاحقًا. وقال بيك وودز إن الفيلم مستوحى من فيلمي «اتصال» و «وراثة الريح»، باعتبارهما فيلمين يتناولان الدين بجدية ولكن "في سياق أشبه بأفلام الفشار". وقد حفزت وفاة والد وودز بسرطان المريء، والأسئلة التي أثارها حول ما يحدث بعد الموت، كتابة الفيلم. ورغبةً في ضمان أن تكون شخصيات المبشرين حقيقية وصادقة قدر الإمكان، وليست مجرد كليشيهات، استشار صانعو الفيلم أصدقاءً مورمونيين مختلفين أثناء الكتابة والإنتاج، بالإضافة إلى ثاتشر وإيست، وهما مورمون سابقان.
حصل الإنتاج على اتفاقية مؤقتة تسمح بالتصوير أثناء إضراب نقابة ممثلي الشاشة عام 2023. بميزانية أقل من 10 ملايين دولار، جرى التصوير الرئيسي في فانكوفر من 3 أكتوبر إلى 16 نوفمبر 2023. وصور الفيلم بالترتيب الزمني.
تؤدي تاتشر نسخة غلاف من أغنية «الطرق على باب الجنة» على أنغام أغنية Fade Into You، والتي تُعزف في شارة النهاية.

## روابط خارجية
- مقالات تستعمل روابط فنية بلا صلة مع ويكي بيانات